# Название Армении
Название Армении в русском языке восходит к латинскому наименованию Armenia, пришедшего из греческого Ἀρμενία. Эндоним армян и их страны — соответственно, айер и айастан. Существует множество версий, связывающих эти наименования с более древними топонимами и этнонимами.

## Этимология
Самое раннее упоминание экзонима «Армения» датируется VI веком до н. э., по другой версии в 2237—2200 годах до н. э.. В Бехистунской надписи на трёх языках персидский царь Дарий I называет государство Урарту топонимом «Армина» (древнеперсидский язык) и «Арминуя» (эламский язык). В древнегреческом языке слово «арменои» (Αρμένιοι) появилось примерно в это же время: его употребил Гекатей Милетский около 476 года до н. э. Геродот писал «Армяне были снаряжены как фригийцы, будучи фригийскими поселенцами». Ксенофонт описал много аспектов деревенской жизни древних армян и их гостеприимство, а также отметил, что язык армян казался ему похож на персидский.

## Версии
Ряд версий о происхождении экзонима «Армения» рассматривается историками, но убедительных доказательств в пользу какой-нибудь версии до сих пор не найдено. Ряд версий опроверг в 1946 году арменовед Николас Адонц.

### ОтАрманы,Армынум,Эрменен,УрменуилиМинни
- В начале XX века арменисты предположили, что персидское «Армина» и греческое «Арменои» являются производными от ассирийского топонима «Армынум» (Armânum) или «Арманы» (Armanî)[8]. Некоторые документы бронзового века Месопотамии и Древнего Египта содержат этот топоним. Самым ранним из этих упоминаний является некоторое царство «Армынум» вместе с землёй Ибла как территории, которые примерно в 2250 году до н. э. покорил Нарам-Суэн[9] — эти земли идентифицируются как аккадские поселения у современного турецкого города Диярбакыр[10]. Однако такие историки, как Уэйн Хоровиц, считают, что покорённой землёй была не Армения, а окрестности сирийского Алеппо[11].
- Другая версия — вариант «Урмани» или «Урмену», который встречается якобы в документах эпохи царя Менуа, правителя Урарту[12].
- В Библии упоминается страна Минни, которая иногда ассоциируется с историческим регионом Арменией (например, Иер. 51:27, Иез. 27:17). Считается, что Армения («Хар-минни») являлась восточной частью страны Минни, которая граничила с Араратским и Аскеназским царствами[13]. В ассирийских рукописях встречается название «Миннаи» или «Маннаи»[14], которое относится к государству Манна. Ещё одна версия — в клинописных надписях «Mannai» означает часть Исторической Армении между озёрами Ван и Урмия[15].
- Ряд авторов связывал индоевропейский корень *ar- со значением «собирать»[16][17].

### ОтХайаса(«Айястан»)
Ещё одна версия — о существовании племени арменов или арманов в эпоху Бронзового века (арм. Արմեններ, арменнер; арм. Առամեններ, араменнер), которые жили на территории древнего государства Хайаса. В таком случае «Армения» классифицируется как этноним, а не топоним.

### ОтАрарат («Урарту»)
Самоназвание любого племени или народа сильно отличается от имени, данного им иностранцами; основная причина этого явления заключается в том, что данное племя или народ называет себя не по названию своего места жительства или страны, а по имени коренного племени или этноса, иногда - по имени своего предка-основателя, от которого они произошли в соответствии с историческими традициями, иностранцами они обычно носят название по месту жительства или территории. Типичный пример такого явления - различние имена между самоназванием грузинского народа и именами, данными им иностранцами. Они называют себя Картвелами (по имени предка Картлоса, или юго-западных кавказских племен Картли), а армяне называют их Врацинер /վրացիներ/ (буквально, люди Верхнего края). То же самое и с армянами; национальное самоназвание - Айи (от имени предка Айк /Алди/ или от имени коренных племен Армянского нагорья ари или ури /хури/), а иностранцами називаются армяни (буквально: люди Урарту или Арарат /Ар-сокращенное название страны/ люди /мен- человек/), то есть Армения - буквально страна людей Арарат. (в Бехистунской надписи название «Армина», данное «Урарту»: интерпретируется как страна «людей/жителей/ земли Араратской», впервые данная персами Армянскому нагорью с 500 г. до н. э.)
Грузины называют Армению Сомхети, а армян – сомехи. В грузинском слове «Сомхети» также содержится географическое указание – юг /სამხრეთი - samxreti/. Названием «Сомхети» древние грузины назвали страну к югу от Грузии – Армению.

## Историографическая традиция
В армянской традиции Арам является человеком, от имени которого и образовалось название Армении и армян. Согласно историку V века Мовсесу Хоренаци Арам был потомком прародителя армян Айка, сыном женщины по имени Арма и отцом царя Ары Прекрасного. Иногда Арам ассоциируется с первым царём Урарту по имени Арама. Эндоним «Айк» из грабара (классической формы армянского языка), согласно этой традиции относится непосредственно к самому Айку. Мужские имена Армен, Арман и женское Армине распространены среди армян, а в персидском языке также есть мужское имя Армин.

## Современное название
Названия армян и Армении на разных языках:
| Язык            | Армяне                                             | Армения                           |
| --------------- | -------------------------------------------------- | --------------------------------- |
| Армянский       | հայեր (hayer)                                      | Հայաստան (Hayastan), Հայք (Haykʿ) |
| Арабский        | أرمن (ʾarman)                                      | أرمينيا (ʾarmīniyā)               |
| Арамейский      | ܐܪܡܐܢܥ (armani)                                    | ܐܪܡܝܢܝܐ (arminiya)                |
| Азербайджанский | ermənilər                                          | Ermənistan                        |
| Персидский      | ارمنیان (armaniyân)                                | ارمنستان (armanestân)             |
| Грузинский      | სომხები (сомхеби)                                  | სომხეთი (Сомхети, ранее:Сомхити)  |
| Греческий       | ἀρμένιοι (arménii)                                 | Ἀρμενία (Armenía)                 |
| Иврит           | ארמנים (armením)                                   | ארמניה (arménya)                  |
| Курдский        | ermeni, file (от араб. فَلَّاح (fallāḥ) — земледелец) | Ermenistan, Filestan              |
| Русский         | армяне                                             | Армения                           |
| Турецкий        | ermeniler                                          | Ermenistan                        |